# Danbulla-Nationalpark
Der Danbulla-Nationalpark (englisch Danbulla National Park) ist ein 81 km² – zusammen mit dem gleichnamigen State Forest sogar 120 km² – großer Nationalpark in Queensland, Australien. Seit 1988 ist er wegen seiner natürlichen Schönheit, der biologischen Diversität, seiner Evolutionsgeschichte und als Habitat für zahlreiche bedrohte Tierarten als UNESCO-Weltnaturerbe Wet Tropics of Queensland gelistet. Der Park ist zudem Teil der Wooroonooran Important Bird Area in der zahlreiche endemische Vogelarten beheimatet sind. Er ist geprägt von üppigem tropischem Regenwald, Kraterseen und historischen Stätten.
Der Nationalpark ist nach dem Ort Danbulla benannt. In seiner Blütezeit von Anfang des 20. Jahrhunderts bis zum Zweiten Weltkrieg lebten hier bis zu 200 Menschen. Von Milch- und Forstwirtschaft geprägt, erlebte die Gemeinde ihren Niedergang, als zu Beginn der 1950er Jahre der leicht zugänglich Wald abgeholzt war und die Erträge auf den kargen Böden nachließen.

## Lage
Der Park befindet sich im Zentrum der Atherton Tablelands und liegt etwa 20 km nordöstlich von Atherton und 35 km südwestlich von Cairns. Er grenzt unmittelbar im Norden an den Dinden- und im Osten an den Gadgarra-Nationalpark. Die östliche Zufahrt zweigt beim Lake Barrine vom Gillies Highway ab. Vom Westen erreicht man den Park vom Kennedy Highway über die Danbulla Road via Kairi und Tinaroo. Sie verläuft entlang des Lake Tinaroo, der erste große künstliche See in Queensland, der seit 1958 den Barron River staut und vornehmlich der Bewässerung in der Landwirtschaft dient.

## Sehenswürdigkeiten
Die Landschaft in den Atherton Tablelands hat eine bewegte vulkanische Vergangenheit. Die Berge, bestehend aus Granit nördlich des Tinaroo Dam sind etwa 260 bis 270 Millionen Jahre alt. Das Maar Lake Euramoo entstand hingegen erst vor rund 10.000 Jahren; die ungewöhnliche Hantelform, anstatt der üblichen kreisrunden Form eines Maars, ist das Ergebnis von zwei, möglicherweise gleichzeitig, kollabierten Vulkankratern.
Im Danbulla-Nationalpark finden sich Eukalyptus-, Akazien- und die besonders schützenswerten Hochland-Regenwälder.